# Kuruman

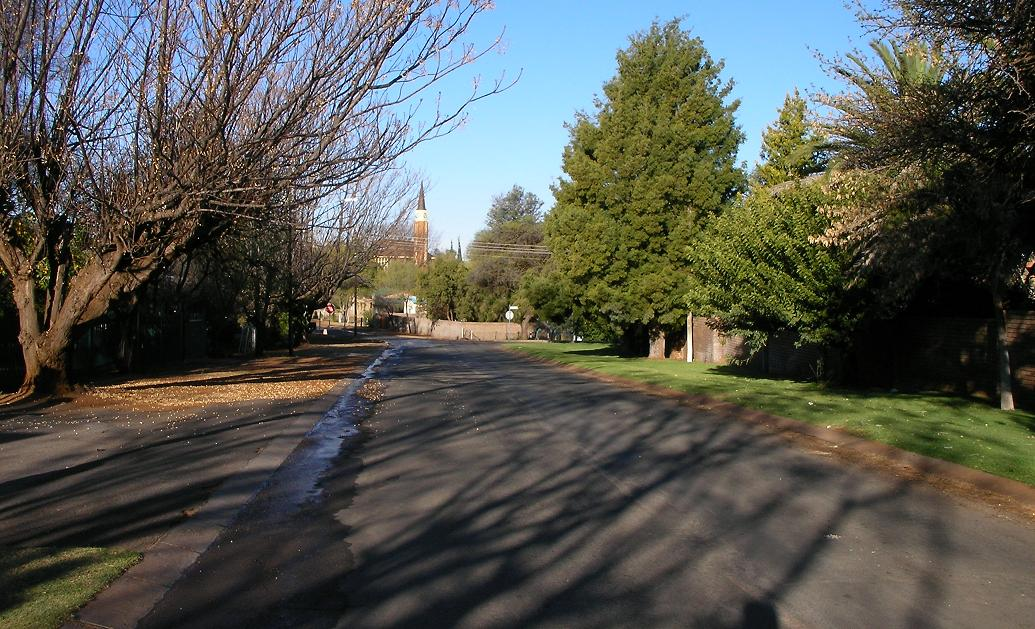
Un quartiere residenziale di Kuruman

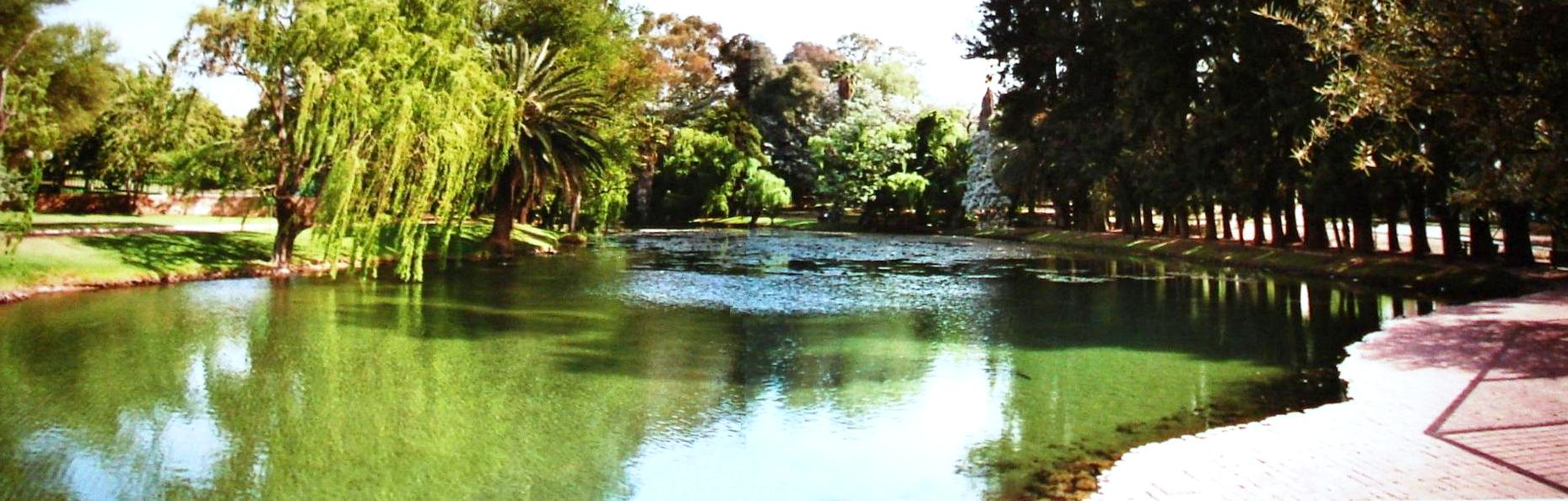
L'"Occhio"

Kuruman è una cittadina di circa 12.000 abitanti della provincia del Capo Settentrionale, in Sudafrica, capoluogo del distretto di Kgalagadi e della Municipalità locale di Ga-Segonyana.

## Geografia fisica
Dalla cittadina prendono nome anche il fiume Kuruman (Kuruman River), un corso d'acqua stagionale, e le Colline di Kuruman (Kuruman Hills), un sistema di bassi rilievi, entrambi situati nei dintorni del centro abitato. Benché si trovi nella zona del Kalahari, Kuruman gode di un clima più mite rispetto ad altri insediamenti della zona (come Upington), cosa che consente lo sviluppo di una modesta vegetazione arbustiva.
La popolazione è costituita principalmente da africani del gruppo etno-linguistico tswana, con minoranze di cape coloured e afrikaner.

## Storia
L'insediamento nacque nel 1821 come stazione missionaria della London Missionary Society. La missione fu fondata da Robert Moffat e fu il primo luogo dove prese servizio come missionario David Livingstone.
Kuruman è nota soprattutto per un lago detto Oog ("occhio" in afrikaans), alimentato da corsi d'acqua sotterranei e che costituisce uno spettacolo insolito nella regione altrimenti desertica. Inoltre, nei pressi di Kuruman sono stati girati i documentari della serie Casa Meerkat prodotti dal Kalahari Meerkat Project, un'organizzazione che studia il comportamento dei suricati (meerkat in afrikaans).